# Sergio de Castro
Sergio de Castro Spikula (Santiago, 25 de enero de 1930-26 de abril de 2024) fue un economista chileno, ministro de Hacienda y de Economía, Fomento y Reconstrucción durante la dictadura militar del general Augusto Pinochet. Desempeñó un rol clave en la orientación de la economía chilena hacia reformas económicas liberales.

## Familia y estudios
Hijo de Fernando de Castro Diez y de Teresa Spikula, estudió ingeniería comercial en la Pontificia Universidad Católica de Chile, y luego fue miembro de la primera generación de chilenos que se doctoró en Economía en la Universidad de Chicago (conocidos como "Chicago Boys"), se dedicó a la vida académica hasta 1975.
Tuvo cuatro hijos.

## Trayectoria pública

### Docente
Fue profesor de la Escuela de Economía de la Pontificia Universidad Católica (PUC), y su decano entre 1965 y 1968. 

### Asesor económico y ministro de Estado
Fue parte del grupo de economistas que durante el período de la Unidad Popular redactó El Ladrillo, ideario económico que sirvió de base de la política económica instaurada por la dictadura de Augusto Pinochet. A través de su participación en la Cofradía Náutica del Pacífico Austral, se le atribuye haber mantenido estrecha colaboración con los oficiales de la Armada que planearon el golpe militar contra el gobierno de Salvador Allende.
El 14 de septiembre de 1973 ingresó como asesor del Ministerio de Economía, Fomento y Reconstrucción. Luego llegó a ser  ministro de esa cartera el 14 de diciembre de 1975. En este periodo se aprobaron las primeras reformas económicas libremercadistas: libertad de precios, rebaja de aranceles y privatizaciones.
Como ministro de Economía, lideró junto al ministro de Hacienda Jorge Cauas, un severo ajuste económico tras la crisis económica gatillada en 1975, donde el PIB cayó 12% y la producción industrial se redujo en 28%.
A partir de 1977 asumió como ministro de Hacienda. En su gestión, el modelo que impulsó con los Chicago Boys se consolida y en 1979 la economía chilena despega, creciendo un 8,3%. En 1982 una nueva crisis económica sacude al país. De Castro, aliado del ministro del Interior, Sergio Fernández, le propuso a Pinochet la profundización del régimen neoliberal para enfrentar la crisis. Además, Sergio de Castro era contrario a la devaluación del dólar (cuyo precio fijo era de $ 39). Pero Augusto Pinochet no consideró factibles sus propuestas, y ambos ministros presentaron la renuncia, siendo reemplazados por el general Enrique Montero y Sergio de la Cuadra, respectivamente, el 22 de abril de 1982.

### Últimos años
Posteriormente, en el sector privado fue parte del directorio del holding Soquimich entre 1988 y 1992, presidente de Cintac y de AFP Provida, director y presidente del Banco de A. Edwards. Luego fue socio de Álvaro Saieh en Banco Osorno y en el consorcio periodístico Copesa.
Además participó como miembro del consejo directivo del Centro de Estudios Públicos y del consejo directivo de la Facultad de Administración y Economía de la Universidad Católica.
En 2008, el 13° Juzgado Civil de Santiago resolvió declarar su quiebra por deudas que llegaban a más de 3000 millones de pesos, sobre la base de diez juicios en su contra.

### Condecoraciones extranjeras
- Gran Cruz de la Orden de la Cruz del Sur ( Brasil, 1980).